# 十王戦争
十王戦争（じゅうおうせんそう：サンスクリット語 दाशराज्ञ dāśarājñá）とは、『リグ・ヴェーダ』に描かれる時代の古代インドにおいて、インド・アーリア人を中心とした諸部族の間で勃発した戦争である。

## 概要
戦争の様子は、『リグ・ヴェーダ』に描写されている（7.18、7.33、7.83.4-8）。
この戦争は、関係のない非アーリア人の諸部族を巻き込んだ、インド・アーリア人の内部抗争の性格が強い。優秀な司祭長ヴィシュヴァーミトラを軍師としたプール族は、パンジャーブの諸部族と連合し、勢力を伸ばし始めていたトリツ族・バラタ族に対し、戦いを挑んだのである。しかし、ヴァシシュタを司祭長とするスダース王に率いられたトリツ族・バラタ族は、プール族を中心とした十王の軍に勝利し、インド・アーリア人の諸部族の中での覇権を確立した。
この戦争の記録は、『リグ・ヴェーダ』に述べられていること以外の史料が無く、神話的であるが、実際の歴史的事件であったとする学説が有力である。